# Romuald Świątek-Horyń
Romuald Świątek-Horyń, Roman Świątkiewicz, Roman Świątek (ur. 20 maja 1928) – polski zwolennik teorii, że zbrodnię katyńską popełnili Niemcy, autor m.in. wydanej w Londynie w 1988 r. książki "Las katyński" (The Katyn Forest).

## Książki
- Romuald Świątek-Horyń, Przed czerwonym trybunałem, 1987. ISBN 978-0-948638-01-5
- Romuald Świątek-Horyń, The Katyn Forest. London. Panda Press, 1988. 106 pp. ISBN 1-870078-30-6